# Цузамалтхајм
Цузамалтхајм (њем. Zusamaltheim) општина је у њемачкој савезној држави Баварска. Једно је од 27 општинских средишта округа Дилинген ан дер Донау. Према процјени из 2010. у општини је живјело 1.296 становника. Посједује регионалну шифру (AGS) 9773188.

## Географски и демографски подаци
Цузамалтхајм се налази у савезној држави Баварска у округу Дилинген ан дер Донау. Општина се налази на надморској висини од 444 метра. Површина општине износи 17,9 km². У самом мјесту је, према процјени из 2010. године, живјело 1.296 становника. Просјечна густина становништва износи 72 становника/km².

## Међународна сарадња
| Мјесто | Држава    | Врста сарадње | Од    |
| ------ | --------- | ------------- | ----- |
|        | Француска | партнерство   | 1989. |
| Извор  |           |               |       |